# Antonio Spavone
Antonio Spavone (* 2. Juni 1994 in Neapel) ist ein italienischer Automobilrennfahrer.

## Karriere
Spavone begann seine Motorsportkarriere 2005 im Kartsport, in dem er bis 2010 aktiv war. 2010 debütierte er zudem im Formelsport und nahm für Alan Racing an sechs Rennen der Formel Abarth teil. Er blieb dabei ohne Punkte. 2011 blieb Spavone in der Formel Abarth und wechselte zu JD Motorsport. Bis auf eine Veranstaltung nahm er an jedem Rennen teil. Ein vierter Platz war sein bestes Resultat. Er wurde 13. in der italienischen Wertung und 14. in der europäischen Wertung. Darüber hinaus trat er für JD Motorsport zu vier Rennen der Formula Pilota China Series an.
2012 startete Spavone für Euronova Racing in der Auto GP World Series. Nach der fünften Veranstaltung verlor er sein Cockpit. Nach einer Pause von einem Rennwochenende kehrte Spavone zum letzten Saisonrennen mit Ombra Racing in die Auto GP zurück. Er wurde mit einem vierten Platz als bestem Resultat Zehnter in der Fahrerwertung. Seinem Euronova-Teamkollegen Sergei Sirotkin gelang es in der Saison zwei Rennen zu gewinnen. Darüber hinaus nahm Spavone 2012 für Trident Racing an der ersten Saisonhälfte der GP3-Serie teil. Dort lag er auf dem 30. Platz in der Fahrerwertung. 2013 wechselte Spavone innerhalb der Auto GP zu SuperNova International, dem Meisterteam der Vorsaison. Nach den ersten zwei Rennwochenenden verlor er sein Cockpit. In der Gesamtwertung wurde er 14. Darüber hinaus nahm er an GT-Rennen teil und startete je zweimal in der International GT Open und der italienischen GT-Meisterschaft.

## Karrierestationen
| - 2005–2010: Kartsport - 2010: Formel Abarth (Platz 31) - 2011: Formel Abarth, italienisch (Platz 13) - 2011: Formel Abarth, europäisch (Platz 14) | - 2011: Formula Pilota China Series (Platz 16) - 2012: Auto GP (Platz 10) - 2012: GP3-Serie (Platz 30) - 2013: Auto GP (Platz 14) | - 2013: International GT Open, GTS - 2013: Italienische GT-Meisterschaft (Platz 19) |